# Schub-Gewicht-Verhältnis

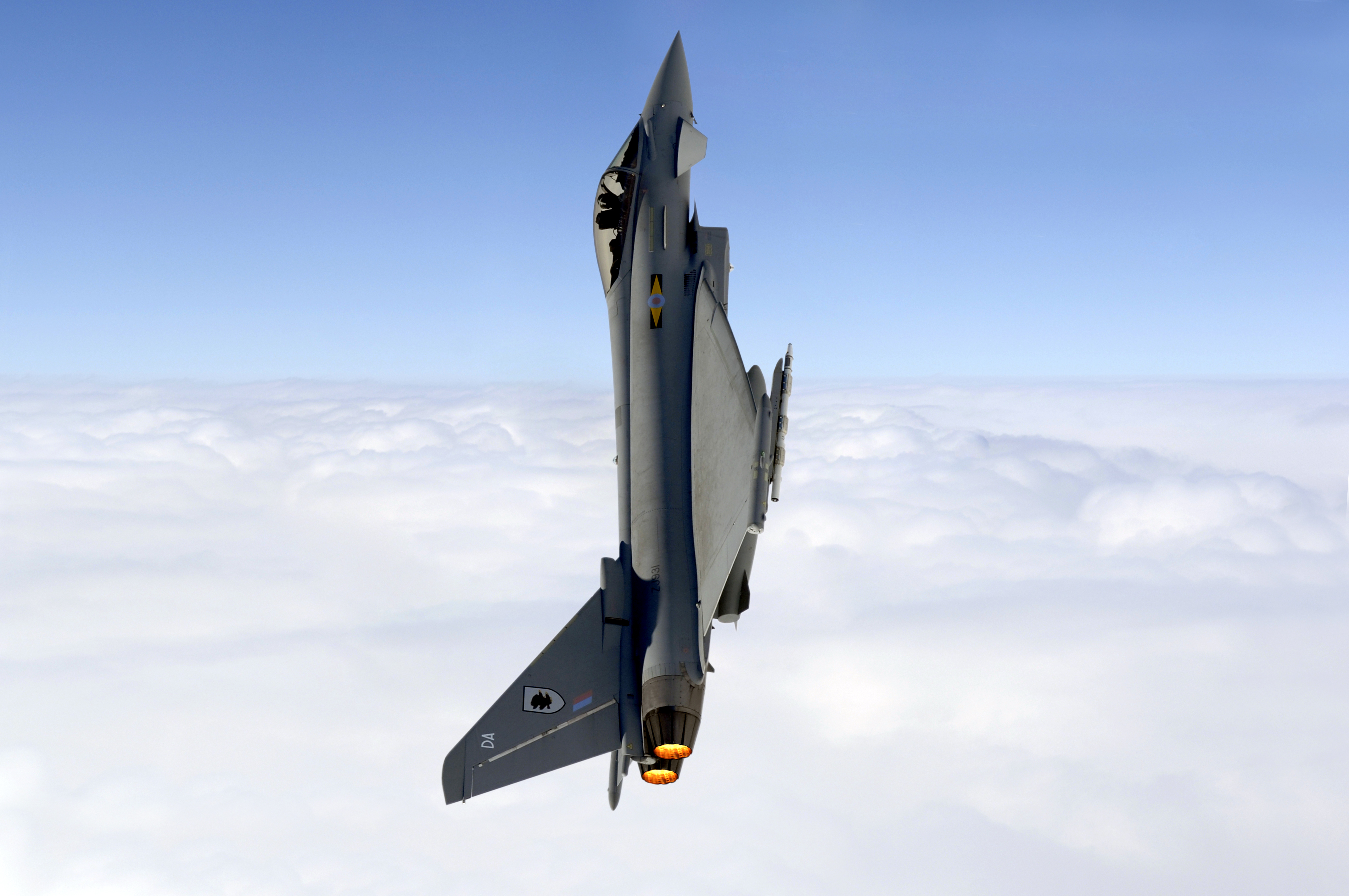
Eine Eurofighter Typhoon im senkrechten Steigflug (2007)

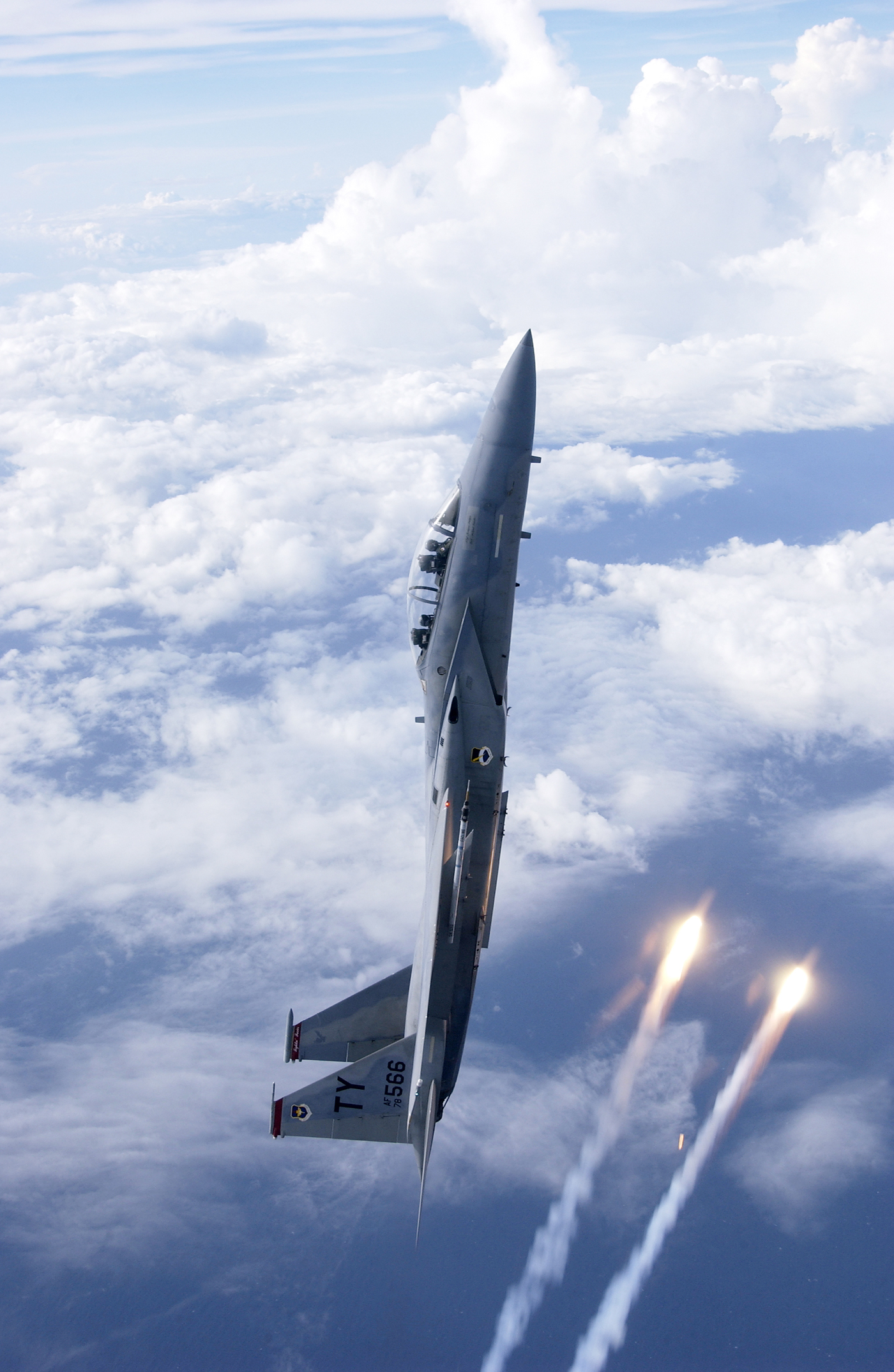
Ein F-15 im senkrechten Steigflug (2004)

Das Schub-Gewicht-Verhältnis ist definiert durch den Quotienten aus der Schubkraft Fs eines Flugkörpers und dessen Gewichtskraft. Die Gewichtskraft ist dabei das Produkt aus seiner Masse m und der Schwerebeschleunigung g.
{\displaystyle {\frac {\text{Schubkraft}}{\text{Gewichtskraft}}}={\frac {F_{\mathrm {s} }}{mg}}}
Ein Schub-Gewicht-Verhältnis von über 1 ermöglicht daher den Flug senkrecht nach oben, also ohne den aerodynamischen Auftrieb. Raketen, Senkrechtstarter und Hubschrauber benötigen daher ein Schub-Gewicht-Verhältnis von über 1. Bei Kampfflugzeugen ist das Schub-Gewicht-Verhältnis neben der Flächenbelastung der Tragflächen eine der beiden wichtigsten Kenngrößen.

## Beispiele
Eine senkrecht startende bemannte Rakete hat bei der Zündung der Triebwerke mit vollen Tanks sinnvollerweise ein Schub-Gewicht-Verhältnis von knapp über 1 und wird von der Startrampe festgehalten, bis der Computer meldet, dass die Triebwerke korrekt funktionieren. Durch den enormen Treibstoffverbrauch nimmt das Gewicht sehr schnell ab. Das Schub-Gewicht-Verhältnis steigt gegen Brennschluss der ersten Stufe auf Werte von über 4, sodass bei bemannten Raketen die Leistung gedrosselt wird, um die Beschleunigung für die Astronauten zu limitieren. Ein Beispiel dafür ist die Saturn V mit einem Startschub-Gewicht-Verhältnis von 1,18, welche nach 139 s das innere Triebwerk abschaltet (Apollo-Startprofil (englisch)). Durch Abwurf der leeren ersten Stufe reduziert sich die Masse der Restrakete. Die darauffolgende Stufe muss nicht zwingend ein anfängliches Schub-Gewichts-Verhältnis von über 1 besitzen, da diese hauptsächlich die horizontale Geschwindigkeit erhöht, bis die Rakete den Orbit erreicht. Beispielsweise besitzt die Atlas-V-Oberstufe einen Schub von 99 kN und eine (anfängliche) Masse von 23 t, was einem Schub-Gewicht-Verhältnis von 0,44 entspricht.
Normale Flugzeuge, auch viele Kampfflugzeuge, haben beim Start mit typischer Beladung ein Schub-Gewicht-Verhältnis von deutlich unter 1 und beschleunigen zunächst horizontal auf der Startbahn. Dann gehen sie in den schrägen Steigflug über. Zwar kann ein Flugzeug mit ausreichend hoher horizontaler Geschwindigkeit beginnend einen senkrechten Flug für einige Sekunden ausführen, aber auf Dauer ist seine Steigleistung nicht genügend. Ohne rechtzeitige Beendigung des senkrechten Steigens würde das Flugzeug zu langsam werden. Dann würde die Strömung an den Tragflächen abreißen und das Flugzeug abkippen und ggf. ins Trudeln geraten.
Düsen-Jagdflugzeuge bzw. Abfangjäger seit den 1970er Jahren weisen auch mit Beladung ein Schub-Gewicht-Verhältnis von knapp über 1 auf und können nach dem Start senkrecht in den Himmel beschleunigen, wie etwa eine MiG-29. Mit einer unbewaffneten, erleichterten und passend betankten F-15 wurden 1975 mehrere Rekorde aufgestellt, etwa das Erreichen der Flughöhe 12000 m in unter einer Minute. Am Start wurde der Jäger festgehalten, bis maximaler Schub mit Nachbrenner erreicht war, wonach die F-15 bereits nach ca. 140 m oder 7 Flugzeuglängen Rollweg abhob und nach 23 Sekunden die Schallmauer durchbrach.
| Modell                                   | Erstflug/Herkunft | Schub-Gewicht-Verhältnis | Masse (normales Startgewicht)        |
| ---------------------------------------- | ----------------- | ------------------------ | ------------------------------------ |
| Eurofighter Typhoon                      | 1994              | 1,18                     | 15.500 kg                            |
| Boeing C-17 (leer)                       | 1991              | 0,62                     | 122.016 kg                           |
| McDonnell Douglas C-17 (maximal beladen) | 1991              | 0,29                     | 263.083 kg                           |
| Lockheed Martin F-35A                    | 2006              | 0,88                     | 22.280 kg                            |
| McDonnell Douglas F-15E Strike Eagle     | 1986              | 0,93                     | 28.440 kg                            |
| McDonnell Douglas F-15C Eagle            | 1972              | 1,07                     | 20.185 kg                            |
| MiG-29                                   | 1977              | 0,99                     | 16.800 kg                            |
| MiG-29K                                  | 1989              | 0,95                     | 18.500 kg                            |
| MiG-29M                                  | 1986              | 1,03                     | 17.500 kg                            |
| Su-27P                                   | 1977              | 1,07                     | 23.430 kg                            |
| Suchoi Su-57                             | 2010              | 1,15                     | 26.000 kg                            |
| General Dynamics F-16                    | 1974              | 1,096                    | 12.003 kg                            |
| Space Shuttle                            | 1981              | 0,5–3                    | 2.046.000 kg (mit Boostern und Tank) |
| Boeing 757-200 (leer)                    | 1982              | 0,68                     | 57.840 kg                            |